# Aleksej Kroetsjonych
Aleksej Jelisejevitsj Kroetsjonych (Russisch: Алексей Елисеевич Кручёных) (Olevsk, (oblast Zjytomyr), 21 februari 1886 – Moskou, 17 juni 1968) was een Russisch schrijver en dichter.

## Leven en werk
Kroetsjonych raakte kort voor de Eerste Wereldoorlog als spoorwegarbeider in Tbilisi, door deelname aan literaire disputen, verzeild in avant-gardistische kringen. Hij verwierf naam als meest radicale dichter onder de Russische futuristen en geldt als de belangrijkste theoreticus onder hen. In 1913 introduceerde hij in zijn artikel “De nieuwe wegen van het woord” het begrip ‘zaoem’, waarin hij stelt dat de taal zich boven of achter het verstand bevindt en niet rationeel maar alleen maar intuïtief te begrijpen valt. Belangrijk is het woord als zodanig, als vormelement. Waar dichters vroeger uitgingen van gedachten en deze in woorden probeerden uit te drukken, is voor Kroetsjonych niet de gedachte maar het woord zelf primair. Als Adam geeft hij aan alle dingen een nieuwe naam. Zo vindt hij een lelie prachtig, maar het woord ‘lelie’ beduimeld en ‘verkracht’; daarom noemt hij een lelie liever ‘heoejie’, waarmee volgens hem de oorspronkelijke schoonheid wordt hersteld.
| |  |  |
| Links: Kroetsjonych, door Nikolaj Koelbin, 1913. Rechts: v.l.n.r. Benedikt Livjitz, Vladimir Boerljoek, Vladimir Majakovski, David Boerljoek, Kroetsjonych, ca. 1913. |  |  |

Een nieuwe taal zorgt volgens Kroetsjonych voor een nieuwe perceptie van de werkelijkheid. Kroetsjenychs poëzie volgt een eigen transrationele taal. Goed voorbeeld is het gedicht Zaoem (1913):
| дыр бул щыл убешщур скум вы со бу р л эз |  | Dyr boel sjtsjyl oebesjtsjoer skoem vy so boe r l èz |
Volgens Kroetsjonych is dit vijfregelige gedicht Russischer dan de alle poëzie van Aleksandr Poesjkin bij elkaar.